# SN 2002bo
SN 2002bo – supernowa typu Ia odkryta 24 marca 2002 roku w galaktyce NGC 3190. Jej maksymalna jasność wynosiła 14,01m.